# Fanny Suenssen
Fanny Margrethe Kirstine Suenssen, född 14 oktober 1832 i Tönning, Slesvig, död 29 mars 1918 i Frederiksberg, var en dansk författare. Hon var syster till författarna Alfhilda Mechlenburg och Teckla Juel.
Fanny Suenssen växte upp i Tønning, Sønderjylland. Fadern, Johan Fedder Carsten Suenssen (1795–1840), var kapten i den danska hären. Modern var Margrethe Juel (1802–1882) och kom från en officersfamilj. Likt sina döttrar var hon också författare, men publicerade aldrig något i eget namn. Efter faderns död 1840 flyttade familjen tillbaka till Köpenhamn. Tillsammans med modern började Suenssen skriva och publicera skrifter anonymt. Hon bodde under hela sitt liv i barndomshemmet på grund av sviktande hälsa, som började göra sig bemärkt i tjugoårsåldern. Hon förblev ogift livet igenom.
Författardebuten kom 1862 med bildningsromanen Amalie Vardum, utgiven av Høst's Forlag, och fick ett gott mottagande. Den skildrar en ung flickas barndom och ungdom, sannolikt med självbiografiska drag och en religiös underton, och följer i samma litterära spår som Mathilde Fibiger, Louise Bjørnsen och Cornelia von Levetzows romaner. Samma år publicerade hon novellen En gammel Piges Historie i Berlingske Tidende. Därefter följde romanerna Juleaften (1863), Tekla Eichel (1864) och Aldrig (1871), av vilka den sista fick ett gott mottagande, främst hos landets borgerskap. Alla publicerades anonymt under pseudonymen ”Af Forf. til ‘Amalie Vardum”, det är först i novellsamlingarna I Tusmørke (1890) och Han er Jøde (1892) som hon uppträder under eget namn. Alla dessa verk faller under den romantiska genren och flera av dem översattes till svenska, tyska, franska och ungerska. Under 1870-talet var hon en flitig skribent i Skandinavisk Folkemagazin, Berlingske Tidende och Nationaltidende och bidrog med flera artiklar i kvinnosaksdebatten. Tillsammans med sina systrar skrev hon lustspelet Et Ægteskab i Fare och skådespelet Judith, som båda uppfördes på Folketeatret 1873 respektive 1875. Tillsammans skrev de även barnboken Ej blot til Lyst (1880). Från 1882 tilldelades hon ett årligt bidrag på 500 danska kronor av staten för sitt författarskap.